# Герб Трьох Копців
Герб Трьох Копців — офіційний символ села Три Копці, Рівненського району Рівненської області, затверджений 26 листопада 2021 р. рішенням сесії Олександрійської сільської ради. Герб є промовистим.
Автори — А. Гречило та Ю. Терлецький.

## Опис герба
Щит напіврозтятий і напівскошений обабіч, у верхніх зеленому і синьому полях три золоті пагорби (копці) зі срібними межовими знаками (один над двома), у нижньому червоному — золоте колесо від воза.

## Значення символів
Ділення поля на три частини і три пагорби (копці) з межовими знаками вказує на назву поселення. Колесо означає німецьку колонію Колесню, яка існувала тут до 1939 р.